# Slug (comics)
Pour les articles homonymes, voir Slug.
Slug (La Limace) est un super-vilain créé par Marvel Comics. Il est apparu pour la première fois dans Captain America #325, en 1987.

## Origines
Caid obèse vivant à Miami, Ulysses X. Lugman fut un jour la cible d'une enquête de Captain America et Nomad sur un réseau de narco-trafiquants. Son yacht explosa et on le pensa mort.
Il refit surface et reprit ses affaires à NYC, où il fut pourchassé par Spider-Man.
À la chute de Wilson Fisk, Slug essaya d'obtenir un territoire, mais la réunion de la pègre fut interrompue par Daredevil et le Punisher. Il termina en prison.
À sa sortie, il fut la cible de Nomad, qui avait été programmé par le Docteur Faustus pour l'éliminer. Il fut sauvé par Captain America et parvint à fuir.
On ignore pourquoi, mais il fut repris par les autorités et incarcéré à la Voûte, d'où il s'échappa pendant l'évasion de masse provoquée par Electro. Il rejoignit aussitôt le syndicat de The Hood.
Il s'avère que Slug avait été remplacé auparavant par un Skrull, préparant une invasion terrestre. The Hood et Madame Masque identifièrent l'intrus et le tuèrent. Le véritable Slug fut retrouvé à la fin de la guerre, et il reprit sa place au sein du Syndicat.

## Pouvoirs
- Slug n'a pas de super-pouvoirs.
- Atteint d'obésité morbide dans sa forme la plus forte, il se sert de son poids pour étouffer ses adversaires. * Son métabolisme le protège contre les poisons et les drogues de faible puissance.
- Il ne peut se déplacer sans aide, et utilise généralement un fauteuil aéroglisseur. Toutefois, son haut pourcentage de graisse lui permet de flotter à la surface de l'eau sans problème.
- Sa vision est très sensible à la lumière, et il porte en permanence des lunettes teintées.
- C'est un fin stratège et un homme d'affaires avisé.